# Route du Rhum 2010
Navigation
Édition précédente Édition suivante

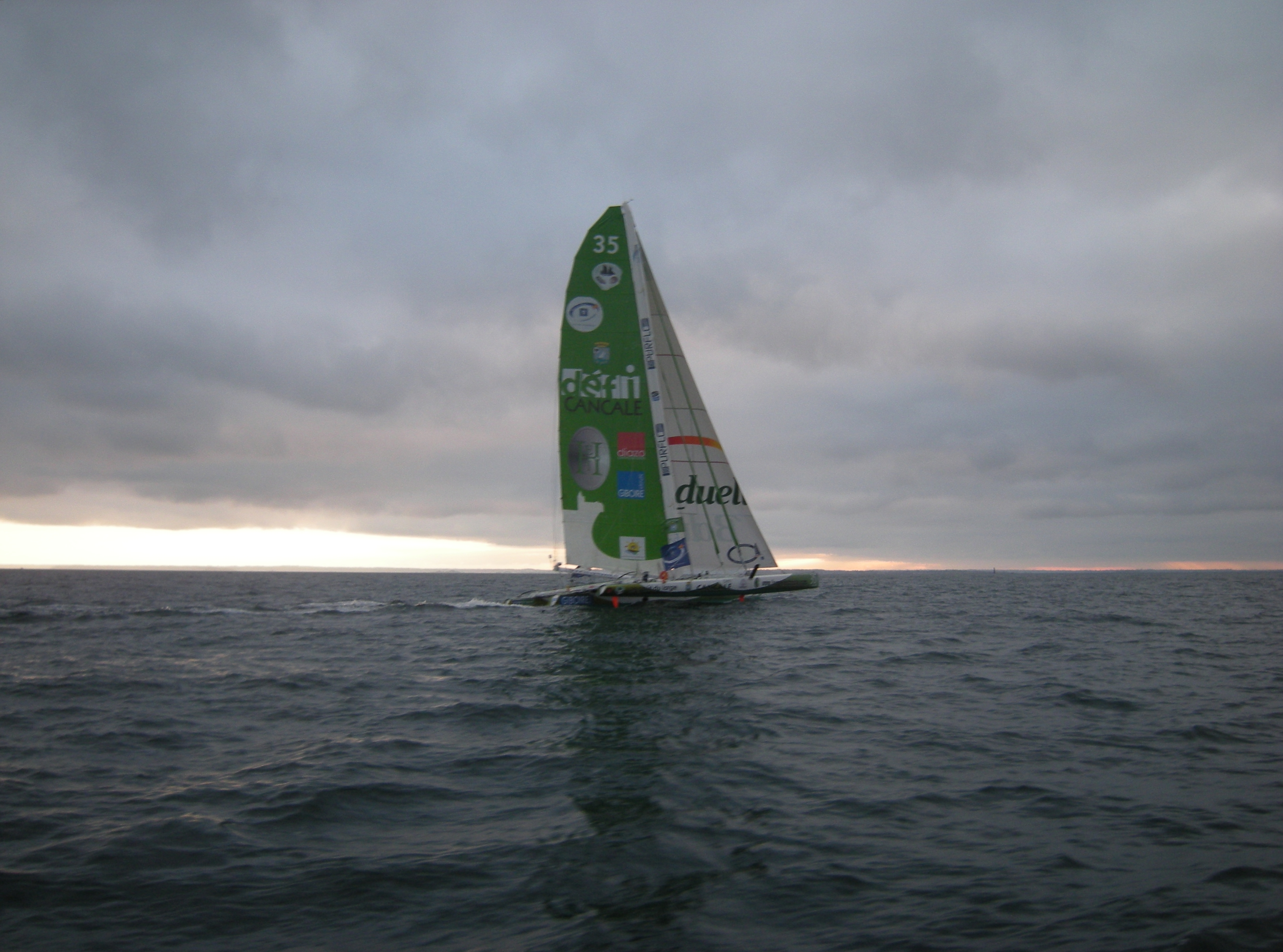
Défi Cancale et Gilles Lamiré passent au large du plateau de la Horaine, au nord-est de Bréhat environ 4 heures après le départ.

La Route du Rhum 2010 (Route du Rhum - La Banque Postale 2010) est la neuvième édition de la Route du Rhum, course transatlantique en solitaire. Elle s'élance de Saint-Malo, le dimanche 31 octobre 2010 à 13 h 2 et rallie Pointe-à-Pitre en Guadeloupe. Comme en 2006, monocoques et multicoques se sont élancés simultanément. Une nouvelle catégorie « Ultime » a été créée pour les multicoques de 60 pieds et plus, afin de remplacer la catégorie des multicoques ORMA.
Franck Cammas à bord du trimaran Groupama 3 a été le premier arrivé en fin d'après-midi le 9 novembre 2010 après 9 jours, 3 heures, 14 minutes et 47 secondes de course avec une moyenne de 16,14 nœuds. Suivi 10 heures plus tard de Francis Joyon sur IDEC (9 jours, 13 heures, 50 minutes et 48 secondes) puis Thomas Coville à bord de Sodebo (10 jours, 3 heures, 13 minutes et 11 secondes), tous les trois sur des multicoques de la classe Ultime.

## Concurrents
La course accueille 85 concurrents (77 lors de l'édition 2006), répartis en cinq catégories :
- catégorie Ultime, multicoques de 60 pieds et plus (9 inscrits) ;
- classe Multi50, multicoques de 50 pieds, (12 inscrits) ;
- classe IMOCA, monocoques Open 60 pieds (9 inscrits) ;
- class40, monocoques de 40 pieds, (44 inscrits) ;
- catégorie Rhum, tous les autres monocoques et multicoques qui n'entrent pas dans les classes précédentes, de longueur comprise entre 39 et 59 pieds, (11 inscrits).

Trois femmes sont au départ de cette édition : Christine Monlouis (Un monde bleu tout en vert en catégorie Rhum), Servane Escoffier (Saint-Malo 2015 en classe ultime) et Anne Caseneuve (Naviguez Anne Caseneuve en classe multi50). À 60 ans, Gilbert Chollet est le doyen de l'épreuve à laquelle il participe pour la première fois. Quant à Joris de Calan, 22 ans, il est le plus jeune skipper de la flotte.

### Catégorie Ultime
| Catégorie Ultime : multicoques de 60 pieds et plus (9 inscrits) | Catégorie Ultime : multicoques de 60 pieds et plus (9 inscrits) | Catégorie Ultime : multicoques de 60 pieds et plus (9 inscrits) | Catégorie Ultime : multicoques de 60 pieds et plus (9 inscrits) | Catégorie Ultime : multicoques de 60 pieds et plus (9 inscrits) | Catégorie Ultime : multicoques de 60 pieds et plus (9 inscrits) | Catégorie Ultime : multicoques de 60 pieds et plus (9 inscrits)        | Catégorie Ultime : multicoques de 60 pieds et plus (9 inscrits)        | Catégorie Ultime : multicoques de 60 pieds et plus (9 inscrits)        | Catégorie Ultime : multicoques de 60 pieds et plus (9 inscrits)        | Catégorie Ultime : multicoques de 60 pieds et plus (9 inscrits)        |
| Concurrent                                                      | Concurrent                                                      | Concurrent                                                      | Concurrent                                                      | Bateau                                                          | Bateau                                                          | Classement                                                             | Classement                                                             | Arrivée                                                                | Arrivée                                                                | Arrivée                                                                |
| Skipper                                                         | Nationalité                                                     | Age                                                             | Particip.                                                       | Nom du bateau                                                   | Lancement                                                       | Général                                                                | Classe                                                                 | Date                                                                   | Temps                                                                  | Moyenne (nœuds)                                                        |
| --------------------------------------------------------------- | --------------------------------------------------------------- | --------------------------------------------------------------- | --------------------------------------------------------------- | --------------------------------------------------------------- | --------------------------------------------------------------- | ---------------------------------------------------------------------- | ---------------------------------------------------------------------- | ---------------------------------------------------------------------- | ---------------------------------------------------------------------- | ---------------------------------------------------------------------- |
| Franck Cammas                                                   | France                                                          | 38 ans                                                          | 4e                                                              | Groupama 3                                                      | juin 2006                                                       | 1er                                                                    | 1er                                                                    | 9 novembre 2010                                                        | 9 j 3 h 14 min 47 s                                                    | 16,14                                                                  |
| Francis Joyon                                                   | France                                                          | 54 ans                                                          | 5e                                                              | IDEC                                                            | juin 2007                                                       | 2e                                                                     | 2e                                                                     | 10 novembre 2010                                                       | 9 j 13 h 50 min 48 s                                                   | 15,4                                                                   |
| Thomas Coville                                                  | France                                                          | 42 ans                                                          | 4e                                                              | Sodeb'O                                                         | juin 2007                                                       | 3e                                                                     | 3e                                                                     | 10 novembre 2010                                                       | 10 j 3 h 13 min 11 s                                                   | 14,55                                                                  |
| Yann Guichard                                                   | France                                                          | 36 ans                                                          | 1re                                                             | Gitana 11                                                       | 2001 puis 09/2009                                               | 4e                                                                     | 4e                                                                     | 12 novembre 2010                                                       | 11 j 11 h 56 min 38 s                                                  | 12,83                                                                  |
| Philippe Monnet                                                 | France                                                          | 51 ans                                                          | 3e                                                              | La Boîte à Pizza                                                | 2005                                                            | 10e                                                                    | 5e                                                                     | 15 novembre 2010                                                       | 15 j 1 h 8 min 50 s                                                    | 9,8                                                                    |
| Gilles Lamiré                                                   | France                                                          | 40 ans                                                          | 2e                                                              | Défi Cancale                                                    | 1988                                                            | 19e                                                                    | 6e                                                                     | 16 novembre 2010                                                       | 16 j 0 h 24 min 35 s                                                   | 9,21                                                                   |
| Servane Escoffier                                               | France                                                          | 29 ans                                                          | 2e                                                              | Saint-Malo 2015 (ex-Crédit agricole)                            | 1984                                                            | 20e                                                                    | 7e                                                                     | 16 novembre 2010                                                       | 16 j 6 h 56 min 13 s                                                   | 9,05                                                                   |
| Sidney Gavignet                                                 | France                                                          | 42 ans                                                          | 1re                                                             | Oman Air Majan                                                  | Août 2009                                                       | Abandon le 3 novembre (avarie de bras de liaison, chavirage, démâtage) | Abandon le 3 novembre (avarie de bras de liaison, chavirage, démâtage) | Abandon le 3 novembre (avarie de bras de liaison, chavirage, démâtage) | Abandon le 3 novembre (avarie de bras de liaison, chavirage, démâtage) | Abandon le 3 novembre (avarie de bras de liaison, chavirage, démâtage) |
| Bertrand Quentin                                                | France                                                          | 50 ans                                                          | 1re                                                             | Côte d'Or II                                                    | 1986                                                            | Abandon le 2 novembre (raisons médicales)                              | Abandon le 2 novembre (raisons médicales)                              | Abandon le 2 novembre (raisons médicales)                              | Abandon le 2 novembre (raisons médicales)                              | Abandon le 2 novembre (raisons médicales)                              |

### Classe IMOCA
| Classe IMOCA : monocoques (9 inscrits) | Classe IMOCA : monocoques (9 inscrits) | Classe IMOCA : monocoques (9 inscrits) | Classe IMOCA : monocoques (9 inscrits) | Classe IMOCA : monocoques (9 inscrits) | Classe IMOCA : monocoques (9 inscrits) | Classe IMOCA : monocoques (9 inscrits)   | Classe IMOCA : monocoques (9 inscrits)   | Classe IMOCA : monocoques (9 inscrits)   | Classe IMOCA : monocoques (9 inscrits)   | Classe IMOCA : monocoques (9 inscrits)   |
| Concurrent                             | Concurrent                             | Concurrent                             | Concurrent                             | Bateau                                 | Bateau                                 | Classement                               | Classement                               | Arrivée                                  | Arrivée                                  | Arrivée                                  |
| Skipper                                | Nationalité                            | Age                                    | Particip.                              | Nom du bateau                          | Lancement                              | Général                                  | Classe                                   | Date                                     | Temps                                    | Moyenne (nœuds)                          |
| -------------------------------------- | -------------------------------------- | -------------------------------------- | -------------------------------------- | -------------------------------------- | -------------------------------------- | ---------------------------------------- | ---------------------------------------- | ---------------------------------------- | ---------------------------------------- | ---------------------------------------- |
| Roland Jourdain                        | France                                 | 46 ans                                 | 3e                                     | Véolia Environnement                   | juillet 2007                           | 5e                                       | 1er                                      | 14 novembre 2010                         | 13 j 17 h 10 min 56 s                    | 10,75                                    |
| Armel Le Cléac'h                       | France                                 | 33 ans                                 | 2e                                     | Brit Air                               | juillet 2007                           | 6e                                       | 2e                                       | 14 novembre 2010                         | 14 j 1 h 6 min 7 s                       | 10,5                                     |
| Marc Guillemot                         | France                                 | 51 ans                                 | 4e                                     | Safran                                 | août 2007                              | 7e                                       | 3e                                       | 15 novembre 2010                         | 14 j 12 h 28 min 2 s                     | 10,16                                    |
| Jean-Pierre Dick                       | France                                 | 45 ans                                 | 3e                                     | Virbac Paprec 3                        | avril 2010                             | 8e                                       | 4e                                       | 15 novembre 2010                         | 14 j 15 h 11 min 13 s                    | 10,08                                    |
| Vincent Riou                           | France                                 | 38 ans                                 | 2e                                     | PRB                                    | mars 2010                              | 9e                                       | 5e                                       | 15 novembre 2010                         | 14 j 18 h 3 min 52 s                     | 10,0                                     |
| Michel Desjoyeaux                      | France                                 | 45 ans                                 | 3e                                     | Foncia                                 | août 2010                              | 15e                                      | 6e                                       | 16 novembre 2010                         | 15 j 17 h 29 min 4 s                     | 9,38                                     |
| Arnaud Boissières                      | France                                 | 38 ans                                 | 1re                                    | Akéna Vérandas                         | mai 2006                               | 16e                                      | 7e                                       | 16 novembre 2010                         | 15 j 20 h 34 min 0 s                     | 9,3                                      |
| Christopher Pratt                      | France                                 | 29 ans                                 | 1re                                    | DCNS 1000                              | juin 2008                              | 21e                                      | 8e                                       | 16 novembre 2010                         | 16 j 7 h 4 min 23 s                      | 9,05                                     |
| Kito De Pavant                         | France                                 | 49 ans                                 | 1re                                    | Groupe Bel                             | septembre 2007                         | Abandon le 5 novembre (avarie de quille) | Abandon le 5 novembre (avarie de quille) | Abandon le 5 novembre (avarie de quille) | Abandon le 5 novembre (avarie de quille) | Abandon le 5 novembre (avarie de quille) |

### Classe Multi50
| Classe Multi50 : multicoques 50 pieds (12 inscrits) | Classe Multi50 : multicoques 50 pieds (12 inscrits) | Classe Multi50 : multicoques 50 pieds (12 inscrits) | Classe Multi50 : multicoques 50 pieds (12 inscrits) | Classe Multi50 : multicoques 50 pieds (12 inscrits) | Classe Multi50 : multicoques 50 pieds (12 inscrits) | Classe Multi50 : multicoques 50 pieds (12 inscrits) | Classe Multi50 : multicoques 50 pieds (12 inscrits) | Classe Multi50 : multicoques 50 pieds (12 inscrits) | Classe Multi50 : multicoques 50 pieds (12 inscrits) | Classe Multi50 : multicoques 50 pieds (12 inscrits) |
| Concurrent                                          | Concurrent                                          | Concurrent                                          | Concurrent                                          | Bateau                                              | Bateau                                              | Classement                                          | Classement                                          | Arrivée                                             | Arrivée                                             | Arrivée                                             |
| Skipper                                             | Nationalité                                         | Age                                                 | Particip.                                           | Nom du bateau                                       | Lancement                                           | Général                                             | Classe                                              | Date                                                | Temps                                               | Moyenne (nœuds)                                     |
| --------------------------------------------------- | --------------------------------------------------- | --------------------------------------------------- | --------------------------------------------------- | --------------------------------------------------- | --------------------------------------------------- | --------------------------------------------------- | --------------------------------------------------- | --------------------------------------------------- | --------------------------------------------------- | --------------------------------------------------- |
| Lionel Lemonchois                                   | France                                              | 50 ans                                              | 3e                                                  | Prince de Bretagne                                  | 2009                                                | 11e                                                 | 1er                                                 | 15 novembre 2010                                    | 15 j 4 h 50 min 48 s                                | 9,7                                                 |
| Lalou Roucayrol                                     | France                                              | 46 ans                                              | 2e                                                  | Région Aquitaine - Port Médoc                       | 2007                                                | 12e                                                 | 2e                                                  | 16 novembre 2010                                    | 15 j 12 h 30 min 14 s                               | 9,5                                                 |
| Loïc Fequet                                         | France                                              | 36 ans                                              | 1re                                                 | Maître Jacques                                      | 2005                                                | 13e                                                 | 3e                                                  | 16 novembre 2010                                    | 15 j 14 h 28 min 26 s                               | 9,45                                                |
| Philippe Laperche                                   | France                                              | 41 ans                                              | 1re                                                 | La mer révèle nos sens                              | 1991                                                | 14e                                                 | 4e                                                  | 16 novembre 2010                                    | 15 j 16 h 21 min 40 s                               | 9,4                                                 |
| Erik Nigon                                          | France                                              | 50 ans                                              | 1re                                                 | AXA Atout Cœur pour AIDES                           | 1988                                                | 17e                                                 | 5e                                                  | 16 novembre 2010                                    | 15 j 20 h 46 min 41 s                               | 9,29                                                |
| Erwan Le Roux                                       | France                                              | 36 ans                                              | 1re                                                 | FenetreA - Cardinal                                 | Juin 2003                                           | 18e                                                 | 6e                                                  | 16 novembre 2010                                    | 15 j 21 h 25 min 46 s                               | 9,28                                                |
| Anne Caseneuve                                      | France                                              | 46 ans                                              | 4e                                                  | Naviguez Anne Caseneuve                             |                                                     | 22e                                                 | 7e                                                  | 16 novembre 2010                                    | 16 j 9 h 46 min 17 s                                | 8,99                                                |
| Jean-François Lilti                                 | France                                              | 48 ans                                              | 1re                                                 | CitoyensduMonde.net                                 | 2007                                                | 24e                                                 | 8e                                                  | 18 novembre 2010                                    | 18 j 2 h 35 min 24 s                                | 8,14                                                |
| Gilles Buekenhout                                   | Belgique                                            | 48 ans                                              | 1re                                                 | Nootka                                              | 1989                                                | 31e                                                 | 9e                                                  | 19 novembre 2010                                    | 19 j 8 h 38 min 39 s                                | 7,62                                                |
| Yves Le Blevec                                      | France                                              | 45 ans                                              | 1re                                                 | Actual                                              | 2009                                                | Abandon le 15 novembre                              | Abandon le 15 novembre                              | Abandon le 15 novembre                              | Abandon le 15 novembre                              | Abandon le 15 novembre                              |
| Franck-Yves Escoffier                               | France                                              | 53 ans                                              | 4e                                                  | Crêpes Whaou !                                      | Août 2009                                           | Abandon le 11 novembre                              | Abandon le 11 novembre                              | Abandon le 11 novembre                              | Abandon le 11 novembre                              | Abandon le 11 novembre                              |
| Hervé de Carlan                                     | France                                              | 51 ans                                              | 1re                                                 | Delirium                                            | 2006                                                | Abandon le 5 novembre                               | Abandon le 5 novembre                               | Abandon le 5 novembre                               | Abandon le 5 novembre                               | Abandon le 5 novembre                               |

### Class40
| Class40 : monocoques 40 pieds (44 inscrits) | Class40 : monocoques 40 pieds (44 inscrits) | Class40 : monocoques 40 pieds (44 inscrits) | Class40 : monocoques 40 pieds (44 inscrits) | Class40 : monocoques 40 pieds (44 inscrits)   | Class40 : monocoques 40 pieds (44 inscrits) | Class40 : monocoques 40 pieds (44 inscrits)   | Class40 : monocoques 40 pieds (44 inscrits)   | Class40 : monocoques 40 pieds (44 inscrits)   | Class40 : monocoques 40 pieds (44 inscrits)   | Class40 : monocoques 40 pieds (44 inscrits)   |
| Concurrent                                  | Concurrent                                  | Concurrent                                  | Concurrent                                  | Bateau                                        | Bateau                                      | Classement                                    | Classement                                    | Arrivée                                       | Arrivée                                       | Arrivée                                       |
| Skipper                                     | Nationalité                                 | Age                                         | Particip.                                   | Nom du bateau                                 | Lancement                                   | Général                                       | Classe                                        | Date                                          | Temps                                         | Moyenne (nœuds)                               |
| ------------------------------------------- | ------------------------------------------- | ------------------------------------------- | ------------------------------------------- | --------------------------------------------- | ------------------------------------------- | --------------------------------------------- | --------------------------------------------- | --------------------------------------------- | --------------------------------------------- | --------------------------------------------- |
| Thomas Ruyant                               | France                                      | 29 ans                                      | 1re                                         | Destination Dunkerque                         | Août 2009                                   | 23e                                           | 1er                                           | 18 novembre 2010                              | 17 j 23 h 10 min 17 s                         | 8,21                                          |
| Nicolas Troussel                            | France                                      | 36 ans                                      | 1re                                         | Crédit mutuel de Bretagne                     | Juillet 2010                                | 25e                                           | 2e                                            | 18 novembre 2010                              | 18 j 2 h 40 min 15 s                          | 8,14                                          |
| Yvan Noblet                                 | France                                      | 30 ans                                      | 2e                                          | Appart City                                   | 2007                                        | 26e                                           | 3e                                            | 18 novembre 2010                              | 18 j 6 h 38 min 17 s                          | 8,07                                          |
| Samuel Manuard                              | France                                      | 39 ans                                      | 1re                                         | Vecteur Plus                                  | Août 2009                                   | 27e                                           | 4e                                            | 18 novembre 2010                              | 18 j 6 h 42 min 40 s                          | 8,07                                          |
| Damien Grimont                              | France                                      | 44 ans                                      | 2e                                          | Monbana                                       | Août 2010                                   | 28e                                           | 5e                                            | 19 novembre 2010                              | 18 j 10 h 58 min 20 s                         | 7,99                                          |
| Jorg Riechers                               | Allemagne                                   | 42 ans                                      | 1re                                         | Mare.de                                       | 2009                                        | 29e                                           | 6e                                            | 19 novembre 2010                              | 18 j 15 h 1 min 32 s                          | 7,92                                          |
| Jean-Edouard Criquioche                     | France                                      | 40 ans                                      | 2e                                          | Groupe Picoty                                 | Avril 2010                                  | 30e                                           | 7e                                            | 19 novembre 2010                              | 18 j 19 h 49 min 45 s                         | 7,83                                          |
| Rémi Beauvais                               | France                                      | 36 ans                                      | 1re                                         | Routes du Large                               | Août 2006                                   | 33e                                           | 8e                                            | 20 novembre 2010                              | 19 j 15 h 42 min 9 s                          | 7,5                                           |
| Bernard Stamm                               | Suisse                                      | 46 ans                                      | 1re                                         | Cheminées Poujoulat                           | Novembre 2007                               | 34e                                           | 9e                                            | 20 novembre 2010                              | 19 j 20 h 51 min 51 s                         | 7,42                                          |
| Damien Seguin                               | France                                      | 31 ans                                      | 1re                                         | Des Pieds et Des Mains                        | 2007                                        | 35e                                           | 10e                                           | 20 novembre 2010                              | 20 j 0 h 6 min 8 s                            | 7,37                                          |
| Thierry Bouchard                            | France                                      | 51 ans                                      | 1re                                         | COMIRIS - Pôle Santé Elior                    | Mai 2009                                    | 36e                                           | 11e                                           | 20 novembre 2010                              | 20 j 1 h 5 min 46 s                           | 7,36                                          |
| Marc Lepesqueux                             | France                                      | 42 ans                                      | 2e                                          | Marie Toit - Caen La Mer                      | Août 2006                                   | 37e                                           | 12e                                           | 20 novembre 2010                              | 20 j 3 h 27 min 21 s                          | 7,32                                          |
| Axel Strauss                                | Allemagne Suisse                            | 50 ans                                      | 1re                                         | TZU HANG                                      | 2007                                        | 38e                                           | 13e                                           | 20 novembre 2010                              | 20 j 3 h 36 min 35 s                          | 7,32                                          |
| Pete Goss                                   | Royaume-Uni                                 | 48 ans                                      | 1re                                         | DMS                                           | 2010                                        | 39e                                           | 14e                                           | 20 novembre 2010                              | 20 j 4 h 56 min 10 s                          | 7,3                                           |
| Tanguy de Lamotte                           | France                                      | 32 ans                                      | 1re                                         | Novedia / Initiatives                         | Juillet 2007                                | 40e                                           | 15e                                           | 20 novembre 2010                              | 20 j 7 h 44 min 0 s                           | 7,26                                          |
| Eric Galmard                                | France                                      | 42 ans                                      | 1re                                         | Avis Immobilier                               | Mai 2007                                    | 41e                                           | 16e                                           | 20 novembre 2010                              | 20 j 9 h 14 min 53 s                          | 7,23                                          |
| Régis Guillemot                             | France                                      | 57 ans                                      | 3e                                          | Régis Guillemot Charter                       | Août 2010                                   | 42e                                           | 17e                                           | 21 novembre 2010                              | 20 j 11 h 54 min 36 s                         | 7,19                                          |
| Olivier Singelin                            | France                                      | 35 ans                                      | 1re                                         | Gonser Group - Cambio                         | Février 2010                                | 43e                                           | 18e                                           | 21 novembre 2010                              | 20 j 13 h 12 min 22 s                         | 7,18                                          |
| David Augeix                                | France                                      | 39 ans                                      | 1re                                         | EDF Energies Nouvelles - VESTAS               | Juin 2007                                   | 45e                                           | 19e                                           | 21 novembre 2010                              | 20 j 13 h 22 min 14 s                         | 7,17                                          |
| Louis Burton                                | France                                      | 25 ans                                      | 1re                                         | Bureau Vallée                                 | Mars 2005                                   | 46e                                           | 20e                                           | 21 novembre 2010                              | 20 j 13 h 44 min 35 s                         | 7,17                                          |
| Eric Defert                                 | France                                      | 34 ans                                      | 1re                                         | Drekan Energie - Groupe Terrallia             | Août 2010                                   | 47e                                           | 21e                                           | 21 novembre 2010                              | 20 j 14 h 19 min 22 s                         | 7,16                                          |
| Olivier Grassi                              | France                                      | 41 ans                                      | 1re                                         | Grassi Bateaux                                | 2007                                        | 48e                                           | 22e                                           | 21 novembre 2010                              | 20 j 16 h 10 min 0 s                          | 7,13                                          |
| Christophe Coatnoan                         | France                                      | 41 ans                                      | 1re                                         | Partouche                                     | 2007                                        | 49e                                           | 23e                                           | 21 novembre 2010                              | 20 j 18 h 3 min 6 s                           | 7,11                                          |
| Philippe Fiston                             | France                                      | 47 ans                                      | 2e                                          | Territoires Attitude                          | 2010                                        | 50e                                           | 24e                                           | 21 novembre 2010                              | 21 j 2 h 0 min 57 s                           | 6,99                                          |
| Arnaud Daval                                | France                                      | 26 ans                                      | 1re                                         | Techneau                                      | Juillet 2007                                | 51e                                           | 25e                                           | 21 novembre 2010                              | 21 j 2 h 12 min 32 s                          | 6,99                                          |
| Fabrice Amedeo                              | France                                      | 32 ans                                      | 1re                                         | GEODIS                                        | 2008                                        | 52e                                           | 26e                                           | 21 novembre 2010                              | 21 j 5 h 21 min 14 s                          | 6,95                                          |
| Marco Nannini                               | Italie                                      | 32 ans                                      | 1re                                         | Unicredit                                     | 2007                                        | 53e                                           | 27e                                           | 21 novembre 2010                              | 21 j 9 h 16 min 1 s                           | 6,9                                           |
| Conrad Colman                               | Nouvelle-Zélande                            | 26 ans                                      | 1re                                         | 40 Degrees                                    | Août 2009                                   | 54e                                           | 28e                                           | 21 novembre 2010                              | 21 j 9 h 22 min 22 s                          | 6,89                                          |
| Bertrand Guillonneau                        | France                                      | 51 ans                                      | 1re                                         | Ville de Douarnenez                           | Avril 2006                                  | 55e                                           | 29e                                           | 21 novembre 2010                              | 21 j 9 h 54 min 46 s                          | 6,89                                          |
| Pierre-Marie Bazin                          | France                                      | 33 ans                                      | 1re                                         | Les 3 Caps - Respectons la terre              | 2007                                        | 56e                                           | 30e                                           | 22 novembre 2010                              | 21 j 12 h 32 min 29 s                         | 6,85                                          |
| François Angoulvant                         | France                                      | 54 ans                                      | 2e                                          | Fermiers de Loué - Sarthe                     | Juin 2006                                   | 57e                                           | 31e                                           | 22 novembre 2010                              | 22 j 1 h 48 min 11 s                          | 6,68                                          |
| Gonzalo Botin Sanz De Sautuola              | Espagne                                     | 43 ans                                      | 1re                                         | TALES "Villa Esperanza"                       | Avril 2008                                  | 58e                                           | 32e                                           | 22 novembre 2010                              | 22 j 2 h 33 min 44 s                          | 6,67                                          |
| Richard Tolkien                             | Royaume-Uni                                 | 55 ans                                      | 1re                                         | ICAP Orca                                     | 2008                                        | 62e                                           | 33e                                           | 23 novembre 2010                              | 22 j 21 h 10 min 44 s                         | 6,44                                          |
| Patrice Bougard                             | France                                      | 55 ans                                      | 1re                                         | Kogane                                        | Juin 2009                                   | 63e                                           | 34e                                           | 23 novembre 2010                              | 23 j 0 h 50 min 48 s                          | 6,4                                           |
| Marc Behaghel                               | France                                      | 50 ans                                      | 1re                                         | Ville de Saint-Grégoire                       | 2006                                        | 65e                                           | 35e                                           | 24 novembre 2010                              | 24 j 3 h 15 min 23 s                          | 6,11                                          |
| Willy Bissainte                             | France                                      | 40 ans                                      | 1re                                         | Tradition Guadeloupe                          | 2005                                        | 66e                                           | 36e                                           | 24 novembre 2010                              | 24 j 3 h 31 min 15 s                          | 6,11                                          |
| Jimmy Dreux                                 | France                                      | 38 ans                                      | 1re                                         | Voiles 44 Région Guadeloupe                   | 2006                                        | 67e                                           | 37e                                           | 24 novembre 2010                              | 24 j 10 h 34 min 35 s                         | 6,03                                          |
| Marc Joly                                   | France                                      | 44 ans                                      | 1re                                         | BINIC un port dans la ville                   | Mars 2008                                   | 68e                                           | 38e                                           | 25 novembre 2010                              | 24 j 15 h 11 min 47 s                         | 5,99                                          |
| Denis Van Weynbergh                         | Belgique                                    | 43 ans                                      | 1re                                         | Green Energy 4 seasons - Diabetics Challenges | Décembre 2006                               | 69e                                           | 39e                                           | 25 novembre 2010                              | 24 j 30 h 57 min 33 s                         | 5,93                                          |
| Gilbert Chollet                             | France                                      | 60 ans                                      | 1re                                         | CHIMIREC - EVTV                               |                                             | 71e                                           | 40e                                           | 28 novembre 2010                              | 28 j 4 h 26 min 2 s                           | 5,23                                          |
| Dimitar Topalov                             | Bulgarie                                    | 52 ans                                      | 1re                                         | White Swallow                                 |                                             | Abandon le 18 novembre                        | Abandon le 18 novembre                        | Abandon le 18 novembre                        | Abandon le 18 novembre                        | Abandon le 18 novembre                        |
| Jouni Romppanen                             | Finlande                                    | 46 ans                                      | 1re                                         | Tieto Passion                                 | Avril 2009                                  | Abandon le 6 novembre (problèmes électriques) | Abandon le 6 novembre (problèmes électriques) | Abandon le 6 novembre (problèmes électriques) | Abandon le 6 novembre (problèmes électriques) | Abandon le 6 novembre (problèmes électriques) |
| Davide Consorte                             | Italie                                      | 31 ans                                      | 1re                                         | Adriatech                                     | Avril 2008                                  | Abandon le 4 novembre (avaries multiples)     | Abandon le 4 novembre (avaries multiples)     | Abandon le 4 novembre (avaries multiples)     | Abandon le 4 novembre (avaries multiples)     | Abandon le 4 novembre (avaries multiples)     |
| Rune Aasberg                                | Norvège                                     | 45 ans                                      | 1re                                         | SOLO                                          | Septembre 2008                              | Abandon le 3 novembre (avarie de pilote)      | Abandon le 3 novembre (avarie de pilote)      | Abandon le 3 novembre (avarie de pilote)      | Abandon le 3 novembre (avarie de pilote)      | Abandon le 3 novembre (avarie de pilote)      |

### Catégorie Rhum
| Catégorie Rhum : multi et monocoques entre 39 et 59 pieds (11 inscrits) | Catégorie Rhum : multi et monocoques entre 39 et 59 pieds (11 inscrits) | Catégorie Rhum : multi et monocoques entre 39 et 59 pieds (11 inscrits) | Catégorie Rhum : multi et monocoques entre 39 et 59 pieds (11 inscrits) | Catégorie Rhum : multi et monocoques entre 39 et 59 pieds (11 inscrits) | Catégorie Rhum : multi et monocoques entre 39 et 59 pieds (11 inscrits) | Catégorie Rhum : multi et monocoques entre 39 et 59 pieds (11 inscrits) | Catégorie Rhum : multi et monocoques entre 39 et 59 pieds (11 inscrits) | Catégorie Rhum : multi et monocoques entre 39 et 59 pieds (11 inscrits) | Catégorie Rhum : multi et monocoques entre 39 et 59 pieds (11 inscrits) | Catégorie Rhum : multi et monocoques entre 39 et 59 pieds (11 inscrits) |
| Concurrent                                                              | Concurrent                                                              | Concurrent                                                              | Concurrent                                                              | Bateau                                                                  | Bateau                                                                  | Classement                                                              | Classement                                                              | Arrivée                                                                 | Arrivée                                                                 | Arrivée                                                                 |
| Skipper                                                                 | Nationalité                                                             | Age                                                                     | Particip.                                                               | Nom du bateau                                                           | Lancement                                                               | Général                                                                 | Classe                                                                  | Date                                                                    | Temps                                                                   | Moyenne (nœuds)                                                         |
| ----------------------------------------------------------------------- | ----------------------------------------------------------------------- | ----------------------------------------------------------------------- | ----------------------------------------------------------------------- | ----------------------------------------------------------------------- | ----------------------------------------------------------------------- | ----------------------------------------------------------------------- | ----------------------------------------------------------------------- | ----------------------------------------------------------------------- | ----------------------------------------------------------------------- | ----------------------------------------------------------------------- |
| Andrea Mura                                                             | Italie                                                                  | 46 ans                                                                  | 1re                                                                     | Vento Di Sardegna                                                       | 2000                                                                    | 32e                                                                     | 1er                                                                     | 19 novembre 2010                                                        | 19 j 9 h 40 min 30 s                                                    | 7,6                                                                     |
| Luc Coquelin                                                            | France                                                                  | 52 ans                                                                  | 4e                                                                      | Pour le Rire Médecin                                                    | 1997                                                                    | 44e                                                                     | 2e                                                                      | 21 novembre 2010                                                        | 20 j 13 h 15 min 36 s                                                   | 7,17                                                                    |
| Julien Mabit                                                            | France                                                                  | 31 ans                                                                  | 1re                                                                     | monopticien.com                                                         | 1996                                                                    | 59e                                                                     | 3e                                                                      | 22 novembre 2010                                                        | 22 j 7 h 42 min 56 s                                                    | 6,61                                                                    |
| Pierre-Yves Guennec                                                     | France                                                                  | 52 ans                                                                  | 3e                                                                      | Jeunes Dirigeants - Lorans                                              | Juin 2006                                                               | 60e                                                                     | 4e                                                                      | 22 novembre 2010                                                        | 22 j 10 h 15 min 35 s                                                   | 6,58                                                                    |
| Charlie Capelle                                                         | France                                                                  | 55 ans                                                                  | 3e                                                                      | Acapella-Getraline/Sidaction                                            |                                                                         | 61e                                                                     | 5e                                                                      | 23 novembre 2010                                                        | 22 j 13 h 33 min 28 s                                                   | 6,53                                                                    |
| Jean-Paul Froc                                                          | France                                                                  | 56 ans                                                                  | 1re                                                                     | Eurosanit                                                               | 1981                                                                    | 64e                                                                     | 6e                                                                      | 24 novembre 2010                                                        | 24 j 1 h 30 min 49 s                                                    | 6,13                                                                    |
| Yves Ecarlat                                                            | France                                                                  | 44 ans                                                                  | 2e                                                                      | VALE Nouvelle-Calédonie                                                 | 2006                                                                    | 70e                                                                     | 7e                                                                      | 25 novembre 2010                                                        | 25 j 3 h 51 min 2 s                                                     | 5,86                                                                    |
| Etienne Giroire                                                         | France États-Unis                                                       | 56 ans                                                                  | 1re                                                                     | ATNinc.com (Up My Sleeve)                                               | 1985                                                                    | Abandon le 13 novembre (chavirage)                                      | Abandon le 13 novembre (chavirage)                                      | Abandon le 13 novembre (chavirage)                                      | Abandon le 13 novembre (chavirage)                                      | Abandon le 13 novembre (chavirage)                                      |
| Pierre-Yves Chatelin                                                    | France                                                                  | 56 ans                                                                  | 1re                                                                     | Destination Calais                                                      | Mars 2010                                                               | Abandon le 9 novembre (problèmes électriques et médicaux)               | Abandon le 9 novembre (problèmes électriques et médicaux)               | Abandon le 9 novembre (problèmes électriques et médicaux)               | Abandon le 9 novembre (problèmes électriques et médicaux)               | Abandon le 9 novembre (problèmes électriques et médicaux)               |
| Joris De Carlan                                                         | France                                                                  | 22 ans                                                                  | 1re                                                                     | GENERIK - EXP'HAIR en Beauté                                            | 1976                                                                    | Abandon le 4 novembre (voie d'eau)                                      | Abandon le 4 novembre (voie d'eau)                                      | Abandon le 4 novembre (voie d'eau)                                      | Abandon le 4 novembre (voie d'eau)                                      | Abandon le 4 novembre (voie d'eau)                                      |
| Christine Monlouis                                                      | France                                                                  | 48 ans                                                                  | 1re                                                                     | Un monde bleu tout en vert                                              | Décembre 2004                                                           | Abandon le 3 novembre (démâtage)                                        | Abandon le 3 novembre (démâtage)                                        | Abandon le 3 novembre (démâtage)                                        | Abandon le 3 novembre (démâtage)                                        | Abandon le 3 novembre (démâtage)                                        |

## La course

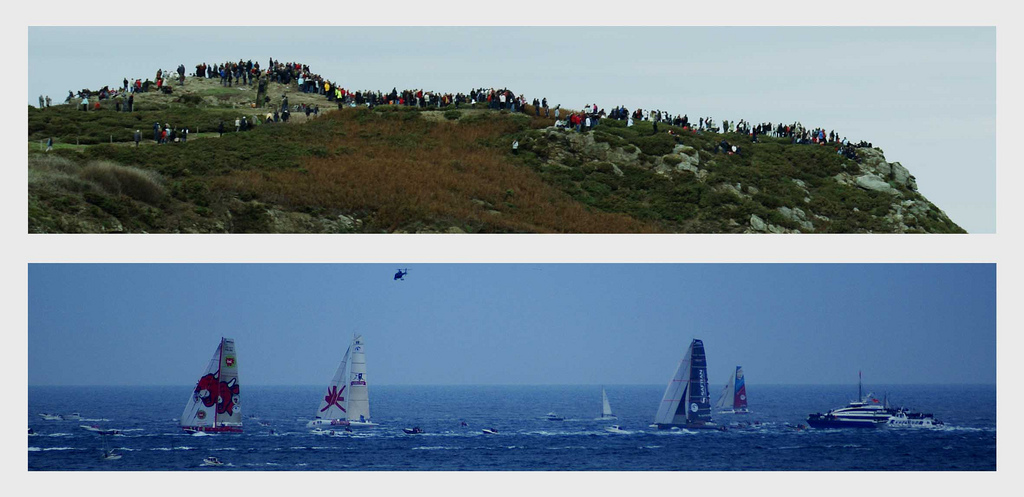
Départ de la flotte et le public à la pointe de la Varde.

Le départ est donné le dimanche 31 octobre 2010 à 13 h 02 et les organisateurs prévoient une traversée en une semaine pour les multicoques de la classe Ultime et jusqu'à environ trois semaines pour les monocoques les moins rapides.
Le 2 novembre 2010, c'est l'heure du choix pour les concurrents entre une route nord et une route sud pour contourner l'anticyclone des Açores. C'est ainsi que Franck Cammas opte pour le sud. Le 2 novembre, c'est aussi le premier incident grave avec l'abandon et l'hélitreuillage de Bertrand Quentin, skipper du maxi Côte d'or II, souffrant d'une grande fatigue, de vertiges et de douleurs à la poitrine. Le célèbre trimaran d'Éric Tabarly est arrivé remorqué au port espagnol de Viveiro le 3.
Le 3 novembre 2010 à 1 h 30, le PC course a reçu un appel de Christine Monlouis — la première Antillaise engagée sur la Route du Rhum — à la suite de la collision de son monocoque Un monde bleu tout en vert avec un bateau de pêche, ayant entraîné son démâtage. Ce même jour à 16 h 45 (GMT+1), Sidney Gavignet déclenche sa balise de détresse à la suite d'une rupture de la poutre avant de son trimaran Oman Air Majan qui a entraîné son démâtage. Secouru par un vraquier, il abandonne son voilier et par conséquent la course alors qu'il pointait à la cinquième place.
Quelques jours plus tard, Franck-Yves Escoffier, le 7 novembre, et de Yves Le Blevec, le 8 novembre, respectivement leader et second en Multi50 à ce moment de la course, subissent sur leur multicoque de 50 pieds une grave avarie chacun leur tour, qui les contraint à modifier leur allure et à ralentir fortement leur vitesse. Le 11 novembre, Franck-Yves Escoffier décide d'abandonner afin de ne pas aggraver l'avarie : la casse de l'étrave de sa coque centrale. C'est aussi ce que décide Yves Le Blevec le 15 novembre après avoir tenté de rallier Pointe-à-Pitre malgré son avarie.
Franck Cammas passe la ligne le 9 novembre 2010 à 16 h 16 min 47 s (heure de Paris) et remporte la neuvième édition toutes catégories avec une vitesse moyenne de 16,14 nœuds, sur une distance parcourue de 4 471 milles. 10 heures et 36 minutes plus tard, c'est Francis Joyon qui passe la ligne en seconde position au classement général avec une vitesse moyenne de 15,40 nœuds. C'est au tour de Thomas Coville de compléter la troisième place du podium toutes catégories et de la classe ultime en arrivant le 12 novembre en 10 jours 3 heures 13 minutes de course à une vitesse moyenne de 14,55 nœuds.
Le 13 novembre au matin, cette édition est marquée par le chavirage du trimaran ATNinc.com d'Étienne Giroire qui sera récupéré le même jour par un cargo. Le 14 novembre au matin (heure de Paris) Roland Jourdain remporte pour la deuxième fois consécutive la course dans la catégorie Imoca en 13 jours 17 heures 10 minutes 56 secondes avec une vitesse moyenne de 10,75 nœuds. C'est aussi pour la seconde fois — cette fois-ci en classe Multi50 — que Lionel Lemonchois sort vainqueur de cette édition en arrivant le 15 novembre après 15 jours, 4 heures, 50 minutes et 48 secondes à la vitesse moyenne de 9,70 nœuds. Le 18 novembre, Thomas Ruyant remporte la Class40 
en 17 jours, 23 heures, 10 minutes et 17 secondes à la vitesse moyenne de 8,21 nœuds. L'Italien Andrea Mura sur Vento Di Sardegna signe la première place de la catégorie Rhum en 19 jours, 9 heures, 40 minutes et 30 secondes à la vitesse moyenne de 7,60 nœuds. C'est le 28 novembre que le dernier concurrent en course, Gilbert Chollet, franchit la ligne à la 71e position toutes catégories et remporte la 40e place dans sa classe (la class40). Après 28 jours, 4 heures, 26 minutes et 2 secondes de mer, le doyen de cette édition clôture ainsi la Route du Rhum 2010 qui a connu 14 abandons.

## Course virtuelle
En partenariat avec Virtual Regatta, une Route du Rhum virtuelle a été organisée en parallèle à la vraie course.